# Danze de San José
El Danze de San José o de San Chusé es un “Neodance” del Barrio de San José, en Zaragoza. Consiste en coreografías de baile de corta duración en las que los danzantes golpean palos al ritmo de la música e intercambian posiciones girando o cruzándose.  
Dos hechos diferenciales con respecto al resto de dances son, por un lado, el de la laicidad, como forma de adecuarlo a la pluralidad religiosa y cultural del barrio, y por el otro lado, la presencia de mujeres, tradicionalmente excluidas de las danzas de palos.
El grupo de danze organiza cada año el Encuentro de Dances Barrio de San José, con motivo de las fiestas del barrio, invitando a otros grupos de dentro y fuera de Aragón, e incluso de Francia. 

## Historia
La idea de creación del Danze surgió a raíz de la celebración en el 2003 de un Encuentro de Danzes de Zaragoza, organizado por la Asociación Cultural "A Balseta".
Es en 2004 cuando se pone en marcha la maquinaria para su creación. Se creó para fomentar la identidad cultural y la cohesión entre los vecinos, trabajando en común con entidades y vecinos del barrio a partir del proyecto realizado por Chusé Antón Pascual Vázquez. Se adaptó el danze a los modelos tradicionales aragoneses, aunque contextualizándolo a la situación y características del barrio.
Las mudanzas fueron de nueva creación. La aportación de compositores como Pepín Banzo (Componente de Comando Cucaracha, Lurte, ...), Chusé Bolea, José Manuel Melendo (La Ronda de Boltaña) y Serchio Pardos (miembro de Somerondón) resultó esencial. Del mismo modo, la labor de estructurar los diferentes bailes de cada mudanza se logró gracias al trabajo de Jesús Rubio (profesor de música tradicional de la escuela municipal de música de Zaragoza) y de Isabel Lafuente (Presidenta de la Asociación Cultural La Fiera). 
Actualmente, el Danze de San Chusé sirve como elemento identificador y carta de presentación del barrio hacia el exterior.

## Personajes
Los danzantes
Danzan en cuadros de cuatro u ocho personas.
El traje es el mismo tanto para hombres como para mujeres, y consiste en camisa blanca de algodón cerrada con pechera, faldeta de algodón blanca con ribetes rojos y verdes, corpiño rojo y verde con cascabeles en el centro del abdomen. Las camadas son también rojas y verdes, con un cascabel grande en el centro, y cuatro pequeños alrededor. Su sonido llama la atención al ritmo del baile. En la cabeza portan cachirulo de seda de colores. Y por último, llevan medias blancas lisas y alpargatas verdes abiertas con cintas rojas.

Los danzantes siguen el ritmo de la música golpeando de los palos. Aunque en los comienzos fueron de latonero y luego haya, actualmente los palos son de boj, creando un sonido único e inigualable.
La Mayorala

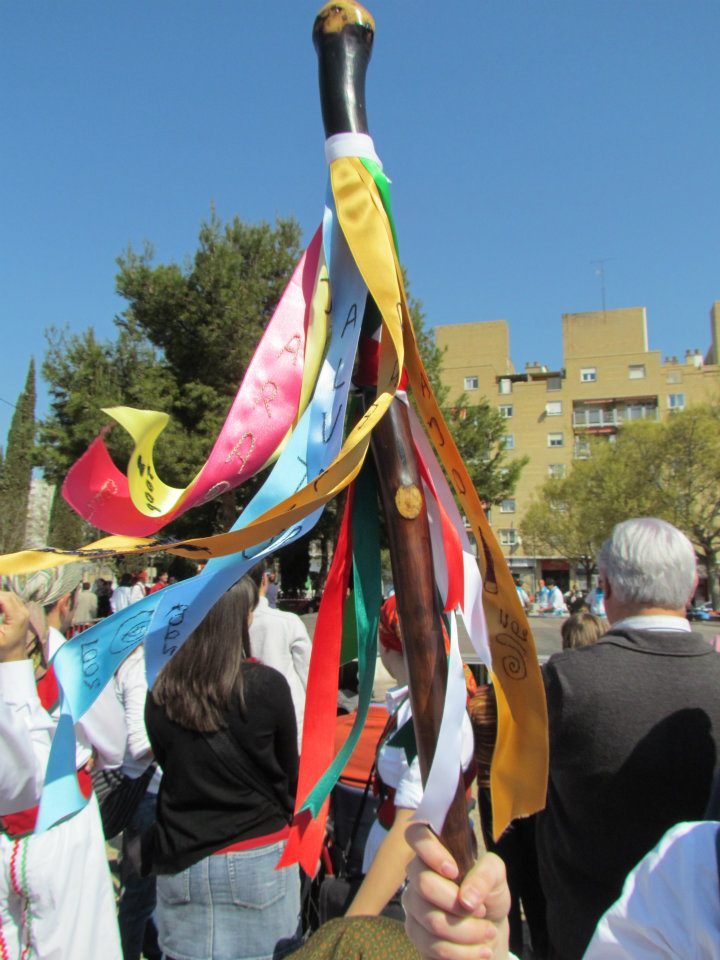
Palo de Mayorala

Es la persona encargada de dirigir al grupo, preparar a los danzantes en los ensayos y dirigirlos en las actuaciones. Porta una escarapela al hombro y un palo de mayorala.
El palo de la Mayorala porta cintas, las cuales representan a los nuevos nacimientos y muertes que han ocurrido en la vivencia del Danze. Cada cinta está personalizada, bordada con el nombre del homenajeado y la fecha de nacimiento o exitus. Simboliza la responsabilidad que tiene el Mayoral de representar tanto a las personas presentes en el Danze como de las personas que ya no están.
La escarapela portada en el hombro tiene en el centro una flor rodeada de cascabeles, adornado de cintas colgadas de colores rojo, verde y blanco, que durante el baile se ponen en movimiento.
La Rabadana

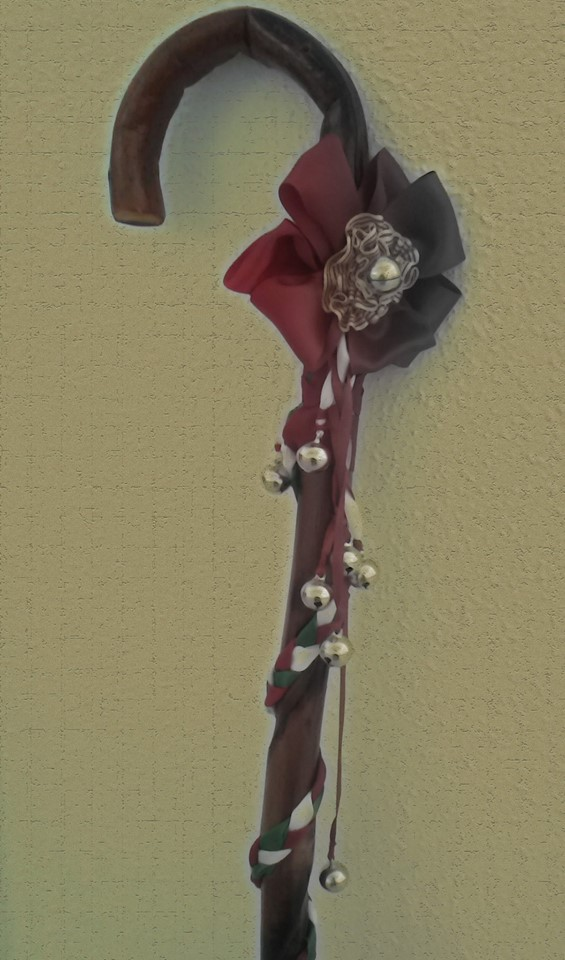
Palo de Rabadana

Es la responsable del grupo de baile, apoyando a la Mayorala tanto en los ensayos como en las actuaciones, ayudando a enseñar las mudanzas y en la organización del grupo del baile.
Porta una escarapela de colores en el brazo, y una gayata con cintas y cascabeles.
El portador del estandarte
Viste camisa blanca de algodón cerrada con pechera, faldeta de algodón negra, faja blanca de lana ancha, pañoleta de algodón estampada cruzada, cachirulo de seda de colores, medias negras lisas y alpargatas negras abiertas con cintas negras.
Los músicos
El Danze de San José ha sido interpretado desde sus inicios por numerosos músicos. Entre otros, han colaborado músicos de diferentes grupos como Os Lizerons, Lurte, Comando Cucaracha, Los Jaques de la Sierra, etc. 
El traje consiste en camisa blanca de algodón cerrada con pechera, pantalón negro, chaleco negro, faja de lana ancha de color teja, cachirulo de seda de colores, y alpargatas negras abiertas con cintas negras.
El Diaple y los Diaplerons

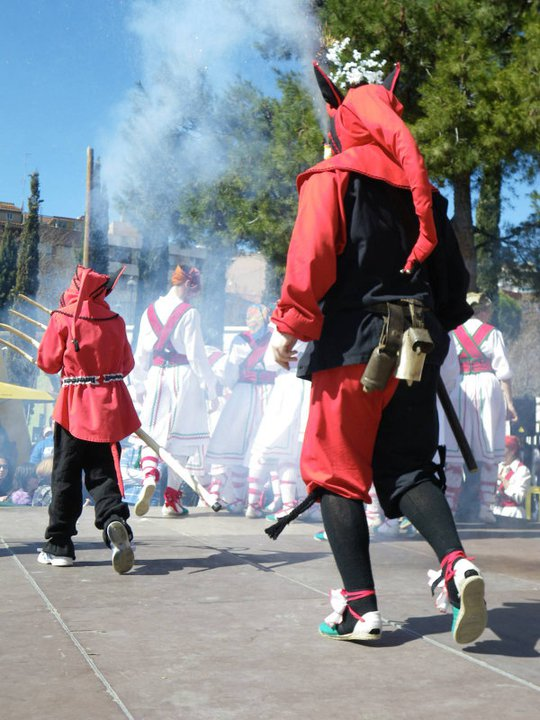
Diaple y diaplerón

Son personajes de la mitología aragonesa. Al ser un danze laico, no encarna la lucha entre el bien y el mal. No se enfrenta a ningún ángel, ni a San Miguel, sino que constituye una mera figura simpática, con su pirotecnia. Mientras el Diaple es un adulto, los Diaplerons suelen ser niños. 
Porta chaqueta bicolor (negra y roja), pantalón con perneras bicolores, capucha bicolor con cuernos negros y orejas, medias negras lisas, alpargatas negras abiertas con cintas negras, y forca.

## La música
El Dance de San Chusé es interpretado por dos dulzainas (1.ª y 2.ª voz), o con gaita de boto y tarota, y una caja.
El repertorio de mudanzas crece aproximadamente al ritmo de una por año, soliendo estrenar las nuevas en el Encuentro de Dances Barrio de San José. Actualmente cuenta con doce mudanzas. 
- El “Pasacarreras de Cabaldós” (2004) es un pasacalles que se puede bailar en desplazamiento. Su nombre procede del Camino de Cabaldós, una calle del barrio de San José. Compuesta por Serchio Pardos.
- Mudanza del Primero de Mayo, conocida como “Híjar”. Adaptación de Chusé Bolea de una nana de dicha localidad turolense. Se estrenó en 2004.
- Mudanza de San José o “Cruz de San Chusé” (2004). Se baila siempre unida a "Híjar".

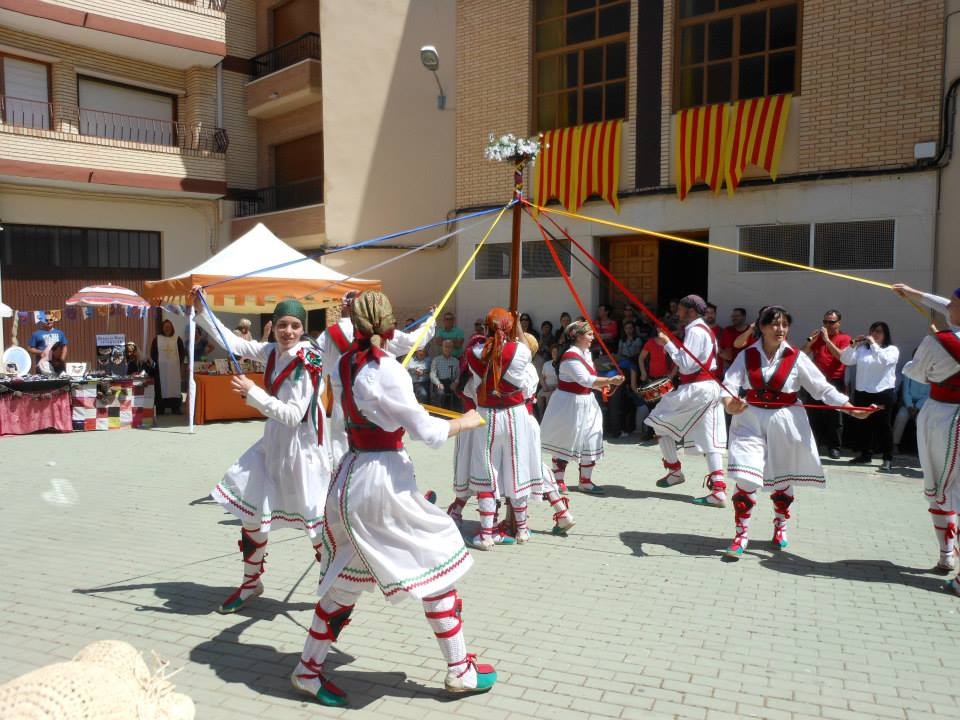
El Danze de San José en Quinto (Zaragoza)

- El Trenzao (o Baile de Cintas). Como su sobrenombre indica, es un baile de cintas. Compuesta por Pepín Banzo, y estrenada en 2004.

- La Polca de San José. Baile de pañuelos. Compuesta por Manuel Melendo, de La Ronda de Boltaña.[5]
- Mudanza de "Palomino", compuesta por Serchio Pardos. Estrenada en el encuentro de 2008.
- Mudanza de espadas "El Rabalete", compuesta por Pepín Banzo. Debe su nombre a la antigua denominación de una parte del barrio de San José. Se estrenó en 2010.
- Mudanza "Riberana" (compuesta por Serchio Pardos).
- Mudanza de "Tendereña", compuesta por Serchio Pardos. Debe su nombre al pico Tendeñera, en la sierra del mismo nombre, en el Pirineo Aragonés.
- Mudanza de "La Licorera", compuesta por Serchio Pardos, y estrenada en marzo de 2016.
- "Monsur PC" es una nueva mudanza compuesta por Crestian Josuèr. Se bailó por primera vez en abril de 2016 en un encuentro de Dances en Pau (Francia), conjuntamente con Pau lo Tiau (de Pau) y el Dance de Sabiñánigo.[6]
- Paloteau de Bosnerau, compuesta por el grupo Bosnerau. El baile se estrenó en diciembre de 2016.

## Encuentro de Dances Barrio de San José
Anualmente, y dentro de las fiestas del barrio, el grupo organiza el Encuentro de Dances Barrio de San José. La exhibición de los bailes se lleva a cabo en la plaza Mayor o en el Centro Cívico Teodoro Sánchez Púnter. Los grupos invitados provienen fundamentalmente de Aragón, aunque han participado de Cataluña, Navarra e incluso Francia.
Grupos invitados: 
- 2005: Dance de Tenerías, Dance del Gancho y Dance del Rabal (los tres de Zaragoza).
- 2006: Dance de Alagón y Dance de Herrera de los Navarros.
- 2007: Dance de Zuera y Dance de Garrapinillos.
- 2008: Dance de Yésero y Dance de Ateca.
- 2009: Dance de La Puebla de Alfindén, Dance de Albeta y Dance de Boquiñeni.
- 2010: Dance de Codo, Dance de Remolinos y Dance de Casetas.[7]
- 2011: Dance de Aragüés del Puerto y Dance de Gallur.[8]
- 2012: L’Esbart Dansaire de Granollers (Cataluña) y Dance de Sabiñánigo.[9]
- 2013: Dance de Tafalla (Navarra) y Dance de Villanueva de Gállego.[10]
- 2014: Dance de Novillas y Dance de Bujaraloz.[11]
- 2015: Dance de Velilla de Ebro y Pau-lo-Tiau (Pau, Francia).[12]
- 2016: Cofradía de los Danzantes de San Lorenzo (Pamplona) y Dance de Yebra de Basa.[13]
- 2017: Dance de Pradilla de Ebro y los danzantes del Domesday Morris de Stoke-on-Trent (Inglaterra).
- 2018: Dance de La Almolda y Danzadores de San Asensio (La Rioja).
- 2019: Dance de Bulbuente y Bastoners de Gràcia (Barcelona).
- 2020 y 2021: sin encuentro debido a la pandemia de COVID-19.
- 2022: Ball de bastons Salou, Danzantes de Sabiñanigo y Pau-lo-tiau (Pau, Francia).
- 2023: Grupo de danza y paloteado Nuestra Señora de los Remedios de Fuentes de Nava (Palencia) y Dance de Pastriz.
- 2024: Dance de Albalate del Arzobispo, Agintzari Dantza Taldea (Euskadi) y Dance embajadores de Robres.
- 2025: Dance de Alcalá de Moncayo y Colla de Ball Pagès de San Carlos de Peralta (Ibiza).